# Mercury – Act 1
«Mercury – Act 1» (en español: «Mercurio – Acto 1») es la primera mitad que conforma el quinto álbum de estudio del grupo de pop rock estadounidense Imagine Dragons. Fue lanzado el 3 de septiembre de 2021, por medio de KIDinaKORNER e Interscope Records, cómo el primer proyecto musical que la banda publica desde su cuarto álbum de estudio, «Origins» (2018), después de una pausa indefinida. Fue producido por Rick Rubin y precedido por tres sencillo: «Follow You / Cutthroat» y «Wrecked».
«Mercury – Act 1» sería relanzado el 4 de septiembre de 2022 en plataformas digitales y servicios de streaming, agregando el sencillo «Enemy», de la serie animada Arcane, cómo su tema de apertura. La reedición de «Mercury – Act 1» sería incluida en las versiones físicas y digitales del quinto álbum doble de la agrupación, «Mercury – Acts 1 & 2».

## Antecedentes
Tras la conclusión del «Evolve World Tour» en 2018, el cuarto álbum de estudio de Imagine Dragons, «Origins» (2018), se lanzó en noviembre. A diferencia de sus álbumes anteriores, la banda no hizo una gira para promocionar «Origins», sino que optó por tomarse un tiempo libre para descomprimirse y pasar tiempo con la familia.
No fue hasta marzo de 2021 cuando la banda empezó a publicar en todas sus redes sociales una serie de fotografías dentro de un estudio de grabación, anunciando el inicio de una nueva era y con ello, un próximo álbum de estudio.
Sin embargo, el álbum fue anunciado oficialmente el 30 de junio de ese mismo año, revelando la portada y fijando su fecha de estreno el 3 de septiembre de 2021.

## Concepto
El vocalista Dan Reynolds describió el álbum dividido en dos lados: Uno agresivo y mirando hacia adentro, el otro más orgánico y mirando hacia afuera, tocando temas de pérdida, soledad y dolor, mientras celebra la vida:

«He visto a mis amigos morir a causa de la adicción a las drogas. [...] El objetivo del arte es compartir nuestros momentos más oscuros, así como los claros. Creo que al cantar sobre mi propia lucha con eso, con suerte traerá a alguien si no, algún tipo de paz o resolución. Este disco trata sobre mucha búsqueda y soledad, luchando con el estado finito de la realidad. Sin embargo, realmente quería que terminara con una nota de celebración. Sentando las bases para un futuro más estable y estable. Quería terminar el disco concentrándome en todas las cosas que me hacen feliz. Las cosas simples que me hacen seguir adelante todos los días. Mirando hacia el futuro. Señalándome a mí mismo toda la belleza que me rodea.»

El nombre del álbum se deriva de la palabra mercurial, basándose en las luchas de salud mental de Dan y la falta de clasificación de género específica de la banda. Asimismo, la banda optó por recurrir a Rick Rubin como productor ejecutivo del álbum, a quien Reynolds le atribuyó haberlo empujado a ser menos metafórico líricamente y a abrazar los aspectos más incómodos de las canciones:

«Rick [Rubin] me recordó que durante la última década mis fanáticos han crecido conmigo. No solo quieren crecer conmigo, sino que lo esperaban. Me dijo que nunca me preocupara por presionarlos de manera incómoda. Y que realmente lo haría. haciéndoles un flaco favor si alguna vez traté de recrear el pasado o endulzar el presente. Solo les debo vulnerabilidad y honestidad».

## Promoción
El inicio de la promoción del álbum comenzó a principios de marzo de 2021, cuando la banda publicó cuatro videos crípticos en todas sus redes sociales, los cuales contenían un mensaje secreto, que, al juntarlo, pedía a los fans que preguntasen a la asistente virtual Alexa: "¿Es Ragged Insomnia un buen nombre para una banda?", respondiendo: "Es una gran pregunta. Hay dos lados en cada moneda. Sigue a Imagine Dragons en Amazon Music para descubrir la respuesta el 12 de marzo".
Más tarde, el 8 de marzo Imagine Dragons anunció de forma oficial el estreno de un sencillo doble, «Follow You / Cutthroat», como las pistas principales del álbum, publicadas el 12 de marzo de ese mismo año. Ambas canciones fueron a su vez, el primer estreno individual de la banda tras el lanzamiento de «Birds (feat. Elisa)» en junio de 2019. Previamente, la banda publicó algunas fotografías dentro de un estudio de grabación, seguido de un video de casete con una melodía misteriosa, correspondiente a «Follow You». El 23 de marzo de 2021 la banda interpretó «Follow You» por primera vez en The Late Show, acompañados de un cuarteto de cuerdas y más tarde en The Ellen Show el 24 de mayo.
Tres meses después, el 29 de junio, la banda publicó un fragmento de «Wrecked», el tercer sencillo del álbum, el cual sería lanzado el 2 de julio de 2021. Ese mismo día, la banda pidió a sus seguidores en Twitter que descifraran el nombre del álbum, siendo revelado más tarde ese mismo día, mostrando su portada y la fecha de lanzamiento. Meses más tarde, «Wrecked» fue interpretada en el programa Jimmy Kimmel Live!. 
El 2 de septiembre de 2021, la banda actuó en Brooklyn para un pequeño grupo de personas, tocando cinco canciones, entre las cuales se encontraban «Easy Come Easy Go», «It's Ok» y «One Day», Un día después, fue estrenado en YouTube una presentación en vivo desde "El Bunker", donde la agrupación interpretó «Follow You», «Monday», «Wrecked» y «Cutthroat».Previamente, «Monday» había sido interpretada en vivo una semana antes, en el show "Walmart Live Homecoming".
El 4 de febrero de 2022, «Mercury – Act 1» fue relanzado digitalmente, con la finalidad de agregar el tema «Enemy» de la serie animada de Netflix, Arcane, como su tema de apertura en sustitución de «My Life».

### #MercuryAscending
El 20 de agosto, el grupo elaboró una publicación en Twitter, acompañada de una leyenda y un hashtag que decía "Anagram #MercuryAscending", lo que llevó a sus fanes a descubrir en el sitio web oficial de la banda un apartado con el mismo nombre, que, al momento de dar click en el enlace, inmediatamente los redirigía a una página bloqueada con una contraseña que debía ser descifrada por los seguidores de la banda. Para lograr acertar con la clave, en el servidor oficial de Discord de Imagine Dragons se creó un canal exclusivo para las contraseñas que fuesen rechazadas por la página.
Durante este tiempo, los fanes lograron encontrar algunas cuentas que habían publicado algunos fragmentos de las canciones que formarían parte de «Mercury – Act 1», entre los cuales se encontraba una cuenta de Tik Tok con el nombre "@gnihcahc" (Nombre que hace referencia a una de sus canciones, «Cha-Ching (Till We Grow Older)», proveniente de su álbum debut, «Night Visions») mostrando un adelanto de «Lonely», una canción titulada «Imagine Dragons», publicada por la banda bajo el nombre de «Ragged Insomnia» (que hace referencia al anagrama más popular de Imagine Dragons), la cual, al escucharla en reversa, esconde un mensaje oculto, "Hopeless Opus Backwards Channel", que dirigía a un canal de YouTube mostrando los primeros 30 segundos de «Easy Come Easy Go», una cuenta de Twitter con el nombre "fumoespecchi" (Que traducido al italiano es: "humo y espejos", haciendo referencia a su segundo álbum de estudio) publicando un fragmento de la canción «#1» y una página de Facebook titulada "Desert Breath" que publicó un fragmento de «My Life».
Al final, en sus redes sociales Imagine Dragons comentó que simplemente faltaba un paso más para descifrar la contraseña, llevando a sus seguidores nuevamente a preguntar al asistente Alexa, respondiendo: "everybody is a genius", siendo esa la contraseña que, al momento de colocarla en la página encriptada, llevó a los fanes a una página de correo electrónico para poder registrarse y recibir más actualizaciones del álbum.

### Tour
El 7 de septiembre de 2021, después del lanzamiento de «Mercury – Act 1», Imagine Dragons anunció oficialmente una gira mundial como apoyo del álbum, tutulada «Mercury World Tour». La banda no había realizado gira para su trabajo previo, «Origins», ya que habían decidido tomarse un descanso. La gira comenzó el 6 de febrero de 2022 en el FTX Arena de Miami, Florida, y concluyó el 10 de septiembre de 2023, en el Lollapalooza Berlín.

### Sencillos
«Follow You» y «Cutthroat», fueron lanzados el 12 de marzo de 2021 como los dos primeros temas del disco. Ambas canciones se promocionaron como un sencillo doble en múltiples formatos musicales.
El tercer sencillo, «Wrecked», fue publicado el 2 de julio de 2021, tema que fue dedicado a la memoria de Alisha Reynolds, cuñada del vocalista Dan Reynolds quien había fallecido de cáncer en 2019.
Después del estreno del álbum el 3 de septiembre de 2021, la banda lanzó el vídeo de «Monday», como el cuarto sencillo, el 24 de septiembre de 2021.
Ese mismo día, «Lonely» fue enviado a la radio italiana, como el quinto sencillo del álbum.
«Enemy», tema principal de la serie animada de Netflix, Arcane, fue agregada al álbum el 4 de febrero de 2022, sustituyendo a «My Life» como la canción principal del álbum.

## Lista de canciones
| Mercury – Act 1 |                            |          |  |
| N.º             | Título                     | Duración |  |
| 1.              | «My Life»                  | 3:44     |  |
| 2.              | «Lonely»                   | 2:39     |  |
| 3.              | «Wrecked»                  | 4:04     |  |
| 4.              | «Monday»                   | 3:07     |  |
| 5.              | «#1»                       | 3:25     |  |
| 6.              | «Easy Come Easy Go»        | 2:59     |  |
| 7.              | «Giants»                   | 3:30     |  |
| 8.              | «It's Ok»                  | 3:22     |  |
| 9.              | «Dull Knives»              | 3:33     |  |
| 10.             | «Follow You»               | 2:55     |  |
| 11.             | «Cutthroat»                | 2:49     |  |
| 12.             | «No Time For Toxic People» | 3:27     |  |
| 13.             | «One Day»                  | 2:31     |  |
| 42:05           |                            |          |  |

### Lanzamientos Múltiples
CD
| Mercury – Act 1: Edición Japonesa |                                   |          |  |
| N.º                               | Título                            | Duración |  |
| 14.                               | «Follow You» (Summer ’21 Version) | 2:52     |  |
| 44:57                             |                                   |          |  |

Digital
| Mercury – Act 1 (Additional Track Version): Relanzamiento Digital |                            |          |  |
| N.º                                                               | Título                     | Duración |  |
| 1.                                                                | «Enemy» (with JID)         | 2:53     |  |
| 2.                                                                | «My Life»                  | 3:44     |  |
| 3.                                                                | «Lonely»                   | 2:39     |  |
| 4.                                                                | «Wrecked»                  | 4:04     |  |
| 5.                                                                | «Monday»                   | 3:07     |  |
| 6.                                                                | «#1»                       | 3:25     |  |
| 7.                                                                | «Easy Come Easy Go»        | 2:59     |  |
| 8.                                                                | «Giants»                   | 3:30     |  |
| 9.                                                                | «It's Ok»                  | 3:22     |  |
| 10.                                                               | «Dull Knives»              | 3:33     |  |
| 11.                                                               | «Follow You»               | 2:55     |  |
| 12.                                                               | «Cutthroat»                | 2:49     |  |
| 13.                                                               | «No Time For Toxic People» | 3:27     |  |
| 14.                                                               | «One Day»                  | 2:31     |  |
| 44:58                                                             |                            |          |  |

Vinilo / Casete
Mercury – Act 1
| Lado A |                     |          |  |
| N.º    | Título              | Duración |  |
| 1.     | «My Life»           | 3:44     |  |
| 2.     | «Lonely»            | 2:39     |  |
| 3.     | «Wrecked»           | 4:04     |  |
| 4.     | «Monday»            | 3:07     |  |
| 5.     | «#1»                | 3:25     |  |
| 6.     | «Easy Come Easy Go» | 2:59     |  |
| 19:48  |                     |          |  |

| Lado B |                            |          |  |
| N.º    | Título                     | Duración |  |
| 7.     | «Giants»                   | 3:30     |  |
| 8.     | «It's Ok»                  | 3:22     |  |
| 9.     | «Dull Knives»              | 3:33     |  |
| 10.    | «Follow You»               | 2:55     |  |
| 11.    | «Cutthroat»                | 2:49     |  |
| 12.    | «No Time For Toxic People» | 3:27     |  |
| 13.    | «One Day»                  | 2:31     |  |
| 22:07  |                            |          |  |

## Créditos
Adaptados del booklet de «Mercury – Act 1». Todas las canciones son interpretadas por Imagine Dragons.
My Life
- Escrito por Dan Reynolds, Wayne Sermon, Ben McKee, Daniel Platzman, Robin Fredriksson, Mattias Larsson, Justin Tranter.
- Publicado por Imagine Dragons Publishing (BMI) / Universal/KIDinaKORNER, Wolf Cousins/Warner/Chappell Music SCAND (STIM), Warner-Tamerlane Publishing Corp (BMI) y Justin's School for Girls (BMI).
- Producido por Mattman & Robin para Wolf Cousins Productions y Brandon Darner.

℗ 2021 KIDinaKORNER/Interscope Records
Lonely
- Escrito por Dan Reynolds, Wayne Sermon, Ben McKee, Daniel Platzman, Robin Fredriksson, Mattias Larsson, Justin Tranter.
- Publicado por Imagine Dragons Publishing (BMI) / Universal/KIDinaKORNER, Wolf Cousins/Warner/Chappell Music SCAND (STIM), Warner-Tamerlane Publishing Corp (BMI) y Justin's School for Girls (BMI).
- Producido por Mattman & Robin para Wolf Cousins Productions.

℗ 2021 KIDinaKORNER/Interscope Records
Wrecked
- Escrito por Dan Reynolds, Wayne Sermon, Ben McKee, Daniel Platzman.
- Publicado por Imagine Dragons Publishing (BMI) / Universal/KIDinaKORNER.
- Producido por Imagine Dragons.

℗ 2021 KIDinaKORNER/Interscope Records
Monday
- Escrito por Dan Reynolds, Wayne Sermon, Ben McKee, Daniel Platzman, Andrew Tolman.
- Publicado por Imagine Dragons Publishing (BMI) / Universal/KIDinaKORNER, Andrew Tolman Music (BMI).
- Producido por Imagine Dragons y Goldwiing.

℗ 2021 KIDinaKORNER/Interscope Records
#1
- Escrito por Dan Reynolds, Wayne, Sermon, Ben McKee, Daniel Platzman, Kaelyn Behr, Mark Benedicto.
- Publicado por Imagine Dragons Publishing (BMI) / Universal/KIDinaKORNER, Kaelyn Behr (UMPG / APRA / ASCAP).
- Producido por Styalz Fuego y New Haven.

℗ 2021 KIDinaKORNER/Interscope Records
Easy Come Easy Go
- Escrito por Dan Reynolds, Wayne Sermon, Ben McKee, Daniel Platzman, Jayson DeZuzio.
- Publicado por Imagine Dragons Publishing (BMI) / Universal/KIDinaKORNER, Have a Nice Jay for KIDinaKORNER/Universal, Songs of Universal, Inc. (ASCAP).
- Producido por Jayson DeZuzio.

℗ 2021 KIDinaKORNER/Interscope Records
Giants
- Escrito por Dan Reynolds, Wayne Sermon, Ben McKee, Daniel Platzman, Andrew Tolman.
- Publicado por Imagine Dragons Publishing (BMI) / Universal/KIDinaKORNER, Andrew Tolman Music (BMI).
- Producido por Goldwiing.

℗ 2021 KIDinaKORNER/Interscope Records
It's Ok
- Escrito por Dan Reynolds, Wayne Sermon, Ben McKee, Daniel Platzman, Andrew Tolman.
- Publicado por Imagine Dragons Publishing (BMI) / Universal/KIDinaKORNER, Andrew Tolman Music (BMI).
- Producido por Imagine Dragons y Goldwiing.

℗ 2021 KIDinaKORNER/Interscope Records
Dull Knives
- Escrito por Dan Reynolds, Wayne Sermon, Ben McKee, Daniel Platzman, Aja Volkman.
- Publicado por Imagine Dragons Publishing (BMI) / Universal/KIDinaKORNER, Red Inside Publishing (BMI).
- Producido por Imagine Dragons.

℗ 2021 KIDinaKORNER/Interscope Records
Follow You
- Escrito por Dan Reynolds, Wayne Sermon, Ben McKee, Daniel Platzman, Joel Little, Elley Duhé, Fransisca Hall.
- Publicado por Imagine Dragons Publishing (BMI) / Universal/KIDinaKORNER, (APRA) - EMI Blackwood Music Inc. (APRA / BMI), Universal Music Corp./Oleo Soul Publishing (ASCAP), EMI April Music, Inc. obo itself y Whataboutfran (ASCAP).
- Producido por Joel Little.

℗ 2021 KIDinaKORNER/Interscope Records
Cutthroat
- Escrito por Dan Reynolds, Wayne Sermon, Ben McKee, Daniel Platzman.
- Publicado por Imagine Dragons Publishing (BMI) / Universal/KIDinaKORNER.
- Producido por Rick Rubin e Imagine Dragons.

℗ 2021 KIDinaKORNER/Interscope Records
No Time For Toxic People
- Escrito por Dan Reynolds, Wayne Sermon, Ben McKee, Daniel Platzman, Jason Suwito.
- Publicado por Imagine Dragons Publishing (BMI) / Universal/KIDinaKORNER, Noise Coalition (ASCAP) / WC Music Corp (ASCAP).
- Producido por Jason Suwito.

℗ 2021 KIDinaKORNER/Interscope Records
One Day
- Escrito por Dan Reynolds, Wayne Sermon, Ben McKee, Daniel Platzman, Jesse Shatkin, Dylan Wiggins.
- Publicado por Imagine Dragons Publishing (BMI) / Universal/KIDinaKORNER, EMI April Music Inc. obo itself y Aidenjulius Music (ASCAP), Dylan Wiggins Publishing / Song/ATVBallard (BMI).
- Producido por Jesse Shatkin y Dylan Wiggins.

℗ 2021 KIDinaKORNER/Interscope Records
 Mercury – Act 1: Edición Japonesa
Follow You (Summer ’21 Version)
- Escrito por Dan Reynolds, Wayne Sermon, Ben McKee, Daniel Platzman, Elley Duhé, Fransisca Hall, Joel Little.
- Publicado por Imagine Dragons Publishing (BMI) / Universal/KIDinaKORNER, (APRA) - EMI Blackwood Music Inc. (APRA / BMI), Universal Music Corp./Oleo Soul Publishing (ASCAP), EMI April Music, Inc. obo itself y Whataboutfran (ASCAP).
- Producido por Brandon Darner.

℗ 2021 KIDinaKORNER/Interscope Records
Mercury – Act 1 (Additional Track Version): Relanzamiento Digital
Enemy (with J.I.D)
- Escrito por Dan Reynolds, Wayne Sermon, Ben McKee, Daniel Platzman, Robin Fredriksson, Mattias Larsson, Justin Tranter, Destin Route p/k/a J.I.D.
- Publicado por Imagine Dragons Publishing (BMI) / Universal/KIDinaKORNER, Wolf Cousins (STIM) / Warner Chappell Music SCAND (STIM), Justin’s School for Girls (BMI) WARNER TAMERLANE PUBLISHING CORP, Route Way, LLC/Reservoir Media (BMI).
- Producido por Mattman & Robin para Wolf Cousins Productions.

℗ 2021 KIDinaKORNER/Interscope Records
Imagine Dragons
- Dan Reynolds: Voz (en todas las canciones), Voces de Fondo (en «Enemy (with J.I.D)») y Programación (excepto en «Enemy (with J.I.D)» y «Follow You»).
- Wayne Sermon: Guitarra (excepto en «Follow You» y «Cutthroat»), Paino (en «Follow You», «Cutthroat» y «Follow You (Summer ’21 Version)»), Sintetizador (en «Follow You» y «Cutthroat») y Programación (excepto en «Enemy (with J.I.D)», «Follow You» y «Cutthroat»)..
- Ben McKee: Bajo (excepto en «Cutthroat»).
- Daniel Platzman: Batería (en todas las canciones), Guitarra y Percusión (en «Follow You (Summer ’21 Version)»).

Músicos Adicionales
- Patrick Riley: Arreglo de cuerdas (en «My Life» y «Follow You (Summer ’21 Version)»).[n. 2]
- Cory Henry: Órgano (en «Cutthroat»).
- J.I.D: Voz (en «Enemy (with J.I.D)»).
- Mattman & Robin: Voces de Fondo, Guitarra, Bajo, Batería, Brass band, Sintetizador y Programación (en «Enemy (with J.I.D)»).
- Justin Tranter: Voces de Fondo (en «Enemy (with J.I.D)»).

### Producción y Diseño
Producción
- Productor Ejecutivo: Rick Rubin.

Grabación
- Grabado en:
  - Ragged Insomnia Studio - Las Vegas, Nevada.
  - Shangri La Studios - Malibú, California.
  - Platzcaster West - Las Vegas, Nevada.
  - Wolf Cousins Studios - Estocolmo, Suecia.
  - Golden Age - Los Ángeles, California.
  - The Clubhouse - Nueva Zelanda.
  - Noise Coalition - Costa Mesa, California.
  - The Bibcage - Los Ángeles, California.
  - The Base - South Melbourne, Australia.

Ingenieros:
- Dylan Neustadter
- Jason Lader
- Jesse Shatkin
- Joel Little
- Jonathan Pfarr
- Matthew Sedivy[n. 5]
- Mattman & Robin
- Micah Natera
- Samuel Dent

Mezcla
- Todas las canciones fueron mezcladas por Serban Ghenea, excepto ‘Dull Knives’, mezclada por Wayne Sermon. Ingeniería por John Hanes. Mezcladas en “MixStar Studios” (Virginia Beach, Virginia).

Masterización
- Todas las canciones fueron masterizadas por Randy Merrill en “Sterling Sound”.

Arte y Diseño
- Dirección de Arte y Diseño: Mat Maitland – Big Active, London.
- Fotografía de la Banda: Neil Krug

## Certificaciones
| País        | Organismo certificador | Certificación | Ventas certificadas | Ref.   |
| Canadá      | Music Canada           | Oro + Platino | 80,000              | [ 40 ] |
| Francia     | SNEP                   | Oro           | 50,000              | [ 41 ] |
| Italia      | FIMI                   | Platino       | 50,000              | [ 42 ] |
| Polonia     | ZPAV                   | Oro           | 10,000              | [ 43 ] |
| España      | PROMUSICAE             | Oro           | 20,000              | [ 44 ] |
| Reino Unido | BPI                    | Oro           | 100,000             | [ 45 ] |

## Historial de lanzamiento
| País   | Fecha                   | Formato                                     | Versión           | Discográfica                    | Ref.   |
| ------ | ----------------------- | ------------------------------------------- | ----------------- | ------------------------------- | ------ |
| Varios | 3 de septiembre de 2021 | Box set Cassette CD Descarga digital Vinilo | Estándar          | KIDinaKORNER Interscope Records | [ 46 ] |
| Japón  | 3 de septiembre de 2021 | CD                                          | Japan Bonus Track | Universal Music Japan           | [ 47 ] |
| Brasil | 15 de octubre de 2021   | CD                                          | Estándar          | Universal Music Brasil          | [ 48 ] |